# Треустан
Треуста́н — озеро в Красноармейском районе Челябинской области.

## География
Расположено в южной части Красноармейского района на границе с Курганской областью. Рядом расположено несколько мелких озёр: Горькое, Чёрное, Большое и Малое Пресное, Малашкино, Лаврушино. Ближайшие сёла: Ханжино и Пашнино.